# Kanadische Badmintonmeisterschaft 1997
Die Kanadische Badmintonmeisterschaft 1997 fand Anfang Mai 1997 in Edmonton statt.

## Austragungsort
- Royal Glenora Club, Edmonton, Alberta

## Medaillengewinner
| Disziplin    | Gold                           | Silber                       | Bronze                          |
| ------------ | ------------------------------ | ---------------------------- | ------------------------------- |
| Herreneinzel | Wen Wang                       | Iain Sydie                   | Marlon Samuel                   |
| Herreneinzel | Wen Wang                       | Iain Sydie                   | Brian Abra                      |
| Dameneinzel  | Denyse Julien                  | Jody Patrick                 | Kara Solmundson                 |
| Dameneinzel  | Denyse Julien                  | Jody Patrick                 | Robbyn Hermitage                |
| Herrendoppel | Iain Sydie Brent Olynyk        | Mike Beres Bryan Moody       | Marlon Samuel Ken Poole         |
| Herrendoppel | Iain Sydie Brent Olynyk        | Mike Beres Bryan Moody       | Anil Kaul Erik L. Nilsson       |
| Damendoppel  | Denyse Julien Robbyn Hermitage | Elma Ong Moira Ong           | Jennifer Wong Caroline Gibbings |
| Damendoppel  | Denyse Julien Robbyn Hermitage | Elma Ong Moira Ong           | Charmaine Reid Julia Chen       |
| Mixed        | Iain Sydie Denyse Julien       | Bryan Moody Robbyn Hermitage | Brent Olynyk Anthea Poon        |
| Mixed        | Iain Sydie Denyse Julien       | Bryan Moody Robbyn Hermitage | Mike Beres Kara Solmundson      |